# Эй Джей
Эйприл Жанетт Мендес (англ. April Jeanette Mendez, род. 19 марта 1987, Юнион-Сити, Нью-Джерси, США) — американская женщина-рестлер, получившая известность благодаря выступлениям в WWE под именем Эй Джей Ли (англ. AJ Lee).
Мендес была зачислена в школу рестлинга в марте 2007 года, где обучалась в течение шести месяцев до её первого официального матча. В последующие годы она выступала в нескольких федерациях, включая Women Superstars Uncensored (WSU) как Мисс Э́йприл. В WSU она объединилась в команду с Брук Картер, где они завоевали титулы командных чемпионов WSU.
В мае 2009 года Мендес подписала контракт с World Wrestling Entertainment (WWE), и была отправлена в Florida Championship Wrestling (FCW), подготовительную площадку WWE, где стала выступать под именем Эй Джей Ли. В FCW она была Королевой FCW и чемпионкой FCW среди див, а также была первым человеком который владел двумя титулами одновременно. В 2010 году она участвовала в третьем сезоне NXT уже отбросив свою фамилию. В мае 2011 году она стала выступать на бренде SmackDown, сформировав команду с Кейтлин известную как «Крепкие цыпочки». Также выступала в роли генерального менеджера Raw c 23 июля 2012 до 22 октября 2012 года.
По собственному признанию, она гик, девушка-сорванец, любительница комиксов и видеоигр. WWE поддерживало ей имидж, так как он отличается от типичного имиджа див в WWE, и продвигало её как «Богиню гиков». В 2012 и 2014 году получала награду «Слэмми» в номинации «Дива года».
Мемуары Мендес «Сумасшествие — моя суперсила», вышедшие в 2017 году, стали бестселлером New York Times.

## Карьера в рестлинге

### Тренировки (2007)
Вскоре после окончания университета, Мендес поступила в школу рестлинга которая находилась в миле от её дома. Чтобы оплачивать учёбу, она работала полный рабочий день и стала официальным учеником в марте 2007, дебютировав через полгода как «Мисс Эйприл» в независимой реслинг организации в Нью-Джерси.

### Women Superstars Uncensored (2008—2009)
10 октября мисс Эйприл потерпела поражение в своём дебютном бою против Духовной сестрицы Жаны. В тот же день она объединилась с Малиа Хосака, чтобы стать с ней первыми командными чемпионами WSU. Они одержали победу над Духовными сестрицами (Жана и Латаша), но потерпели поражение от Рокси Коттон и Энни Сошиэл. В итоге в ту же ночь она потерпела поражение и от самой Малии Хосаки. 7 февраля 2009 года Мисс Эйприл объединилась с Брук Картер и сумела победить Котон и Сошиэл и стать командным чемпионом WSU. Затем, им удалось защитить титулы в реванше через месяц. 10 апреля Эйприл участвовала в третьем турнире «J-Cup». На первом этапе она одержала победу над Коттон, но потерпела поражение во втором (против Рэйн). В тот же день Эйприл и Джей Летал выиграли титул «Короля и Королевы WSU».

### World Wrestling Entertainment / WWE

#### Florida Championship Wrestling (2009—2011)
Мендес подписала контракт с World Wrestling Entertainment 5 мая 2009, и была отправлена на подготовительную площадку WWE — Florida Championship Wrestling. Мендес дебютировала в FCW 14 августа под именем «Эйприл Ли» в бою «Четыре фатальных пути», где победу одержала Серена Манчини. В сентябре 2009, её имя было изменено на «ЭйДжей Ли». Она начала борьбу за титул Королевы FCW, и 4 февраля 2010 года победила Серену, выиграв корону. В первом раунде чемпионата FCW среди Див, Ли победила Тамину 29 апреля, но потерпела поражение от Серены в полуфинале 20 мая. 10 июня, Ли бросила вызов Наоми Найт, тогдашней чемпионке FCW, но безуспешно. В июне 2010, она появилась на домашнем шоу Raw, выступая в качестве хозяйки, а затем как ринг-анонсер на шоу FCW. В следующем месяце, Ли и Серена прервали Найт во время промо. Ли наблюдала затем как Серена напала на Найт, что сделало ей хилом (злым персонажем). Найт продолжала удерживать титул чемпионки FCW, победив Ли и Серену в матче тройной угрозы. На 100-м эпизоде FCW, Ли боролась с Найт в матче по двойному отсчету, где их титулы Королевы FCW (ЭйДжей) и чемпионки FCW среди Див (Наоми) стояли на кону. 2 сентября, Ли проиграла Найт в матче дровосеков, что положило конец их фьюду.
18 ноября, она потеряла титул Королевы FCW, в бою против Розы Мендес. 16 декабря Эй Джей победила Наоми, выиграв титул чемпионки Див. Тем самым, она стала первой Дивой в FCW, которая держала два титула одновременно. Она держала титул вплоть до 7 апреля, где проиграла его Аксане.

#### NXT и «Крепкие цыпочки» (2010—2011)

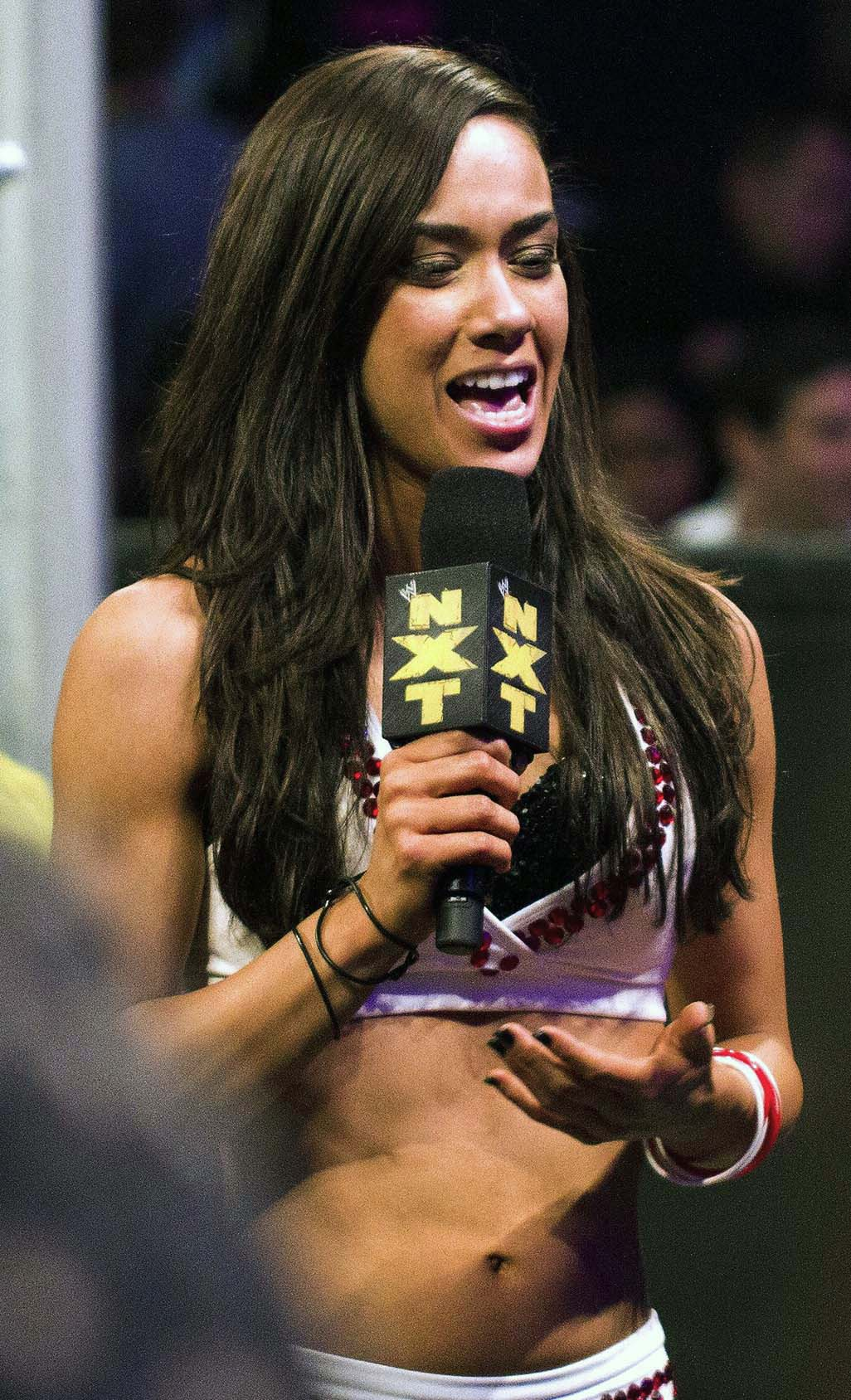
Эй Джей после исключения из конкурса NXT в ноябре 2010.

31 августа 2010 года Эй Джей стала участником NXT, где её профи стал Примо. 7 сентября Эй Джей дебютировала на NXT и объединилась с Примо для боя с Аксаной и её профи Голдастом в смешанном матче. Той же ночью, она соревновалась в «Танцевальном Конкурсе» и в «Захвате Флага», но безуспешно. На следующей неделе, она потерпела своё первое поражение в матче с Примо против Кейтлин и Дольфа Зигглера. В течение следующих двух недель, Эй Джей выиграла три конкурса, и 5 октября на эпизоде NXT, у неё и Кейтлин было одинаковое количество выигранных конкурсов. Кейтлин получила иммунитет, в опросе основавшемся на реакции толпы. Эй Джей была исключена из конкурса 23 ноября, несмотря на победы в соревнованиях и матчах ранее. Она вернулась в финале, где совместно с Близняшками Белла, победила Алисию Фокс, Аксану и Максин. Эй Джей вернулась в качестве специального гостя 8 февраля 2011 года, во время четвёртого сезона NXT, демонстрируя мерч в конкурсе «угадай цену». Она также появлялась несколько раз на NXT в середине 2011.
Главный дебют Эй Джей состоялся 27 мая, 2011 года, на эпизоде SmackDown, где они с Кейтлин (известные как «Крепкие цыпочки») проиграли команде Алисии Фокс и Тамины. Дуэт сопровождался Натальей, которая стала их наставником. Эй Джей и Кейтлин проиграли матч-реванш Фокс и Тамине на следующей неделе. Её первая победа была 10 июня на SmackDown, где она победила Тамину в одиночном матче, свой подвиг она повторила 8 июля. Эй Джей, Кейтлин и Наталья продолжали враждовать с Фокс и Таминой, к которым также присоединилась Роза Мендес.
5 августа на эпизоде SmackDown, Эй Джей проиграла одиночный матч своему бывшему протеже Наталье, которая объявила войну «маленьким веселым принцессам». На следующей неделе, Эй Джей и Кейтлин проиграли Наталье и Бет Феникс, перед этим Эй Джей объединилась с Келли Келли, победив Наталью и Фокс. Эй Джей вернулась в новом сезоне NXT в качестве тайного поклонника Хорнсвоггла. 23 августа, вернувшаяся Максин напала на Эй Джей, и в ту же ночь Эй Джей проиграла в одиночном бою. На следующей неделе Максин снова победила Эй Джей, но в течение следующих двух недель Эй Джей побеждала Максин. 19 октября, Эй Джей сопровождала Кейтлин в её бою против Максин. Кейтлин победила, что положило конец их фьюду. В течение следующих нескольких месяцев, «Крепкие цыпочки» продолжали враждовать с «Дивами Судьбы», проигрывая одиночные и командные матчи. В ноябре, между «Крепкими цыпочками» начала нарастать напряженность, из-за расстройств Кейтлин по поводу их неоднократных поражений «Дивам Судьбы».

#### Разные отношения; Генеральный Менеджер Raw (2011—2013)

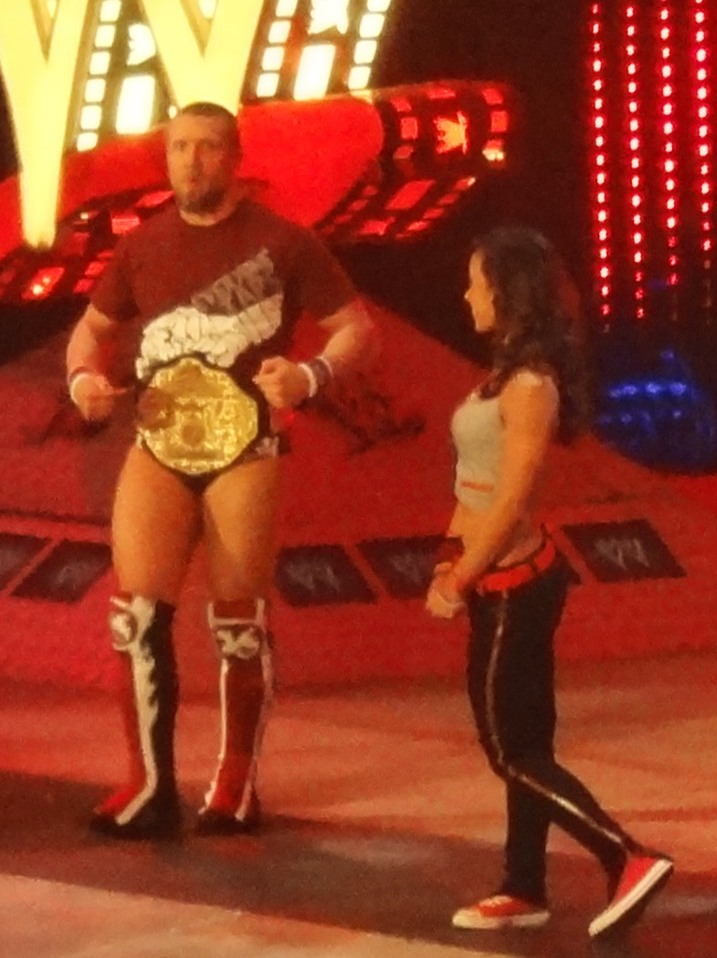
Эй Джей и Дэниел Брайан на Raw 19 марта.

В ноябре Эй Джей начала романтические отношения с Дэниэлем Брайаном. В декабре тому удалось стать чемпионом мира в тяжёлом весе, и вскоре у него стали проявляться злые черты. Несмотря на многочисленные признания Эй Джей в любви к нему, тот ни разу лично не признавался ей. 13 января Эй Джей сопровождала Брайана на защиту титула, во время которого Биг Шоу случайно задевает её во время разбега и серьёзно травмирует её. 3 февраля на SmackDown Эй Джей возвращается и спасает Брайана от Биг Шоу. В марте, Брайан начал плохо обращаться с Эй Джей, публично требуя, чтобы она «заткнулась», и утверждая, что она стоит у него на пути. Несмотря на все это, Эй Джей все равно оставалась с Брайаном. На 28-й Рестлмании, Брайан потерял титул чемпиона, пропустив удар точно после традиционного поцелуя Эй Джей «на удачу». 6 апреля Брайан стал обвинять Эй Джей в своём поражении, после чего разорвал с ней отношения. Затем, Эй Джей стала проявлять интерес к чемпиону WWE СМ Панку, и Кейну. 17 июня, на No Way Out, когда Панк, Кейн и Брайан встретились в матче за Чемпионство WWE, Эй Джей вмешалась и отвлекла Кейна, тем самым помогая Панку сохранить свой титул. Фьюд Панка и Брайана продолжался, и Эй Джей была объявлена специальным приглашенным судьей в их матче на Money in the Bank. 9 июля на RAW Эй Джей сделала Панку предложение, после чего сразу же Брайан сделал предложение Эй Джей; Панк ответил отказом и она дала пощечину обоим мужчинам. На Money in the Bank, Панк успешно защитил свой титул. Эй Джей осталась одна, но на следующую ночь 16 июля, на Raw, Брайан вновь сделал предложение Эй Джей, которая на этот раз ответила согласием.
В ходе обмена клятвами на 1000-м Raw, Эй Джей объявила что Винс МакМэн предложил ей должность Генерального менеджера Raw и бросила Брайана у алтаря. Позже, Эй Джей назначила на SummerSlam матч тройной угрозы: СМ Панк против Джона Сины против Биг Шоу. Между тем, Эй Джей продолжала мстить Брайану отказав тому в матче за титул чемпиона WWE и назначила ему на SummerSlam бой с Кейном. 22 октября на RAW Эй Джей была снята с должности Генерального менеджера RAW, из-за обвинений в романтических отношениях с Джоном Синой. Позднее, Вики Герреро показала якобы доказательство отношений Джона и Эй Джей: фото с делового ужина, видео как Эй Джей заходит в комнату Сины в гостинице и т. д. На Survivor Series, ЭйДжей пыталась показать «компромат» на Викки Герреро, но была атакована вернувшейся Таминой Снукой. На следующим эпизоде Raw, Джон и Эй Джей страстно поцеловали друг друга, что дало Викки и Дольфу только больше преимуществ. 26 ноября на Raw, ЭйДжей поцеловала Сину после его матча с Зигглером, что положило начало их отношениям. 3 декабря на Raw, ЭйДжей победила Тамину в одиночном матче.
16 декабря на TLC, ЭйДжей совершила хилл-тёрн после вмешательства в матч Джона Сины и Дольфа Зигглера. Помогая Зигглеру, ЭйДжей столкнула Джона с лестницы. На следующую ночь, на вручении награды Слэмми ЭйДжей выиграла в номинации «Поцелуй года» вместе с Джоном Синой, награду вышла вручать Викки Герреро. Однако, ЭйДжей и Викки начали спорить, после чего пришёл Зигглер и начал их успокаивать. ЭйДжей поцеловала Дольфа прямо перед Викки, что окончательно сделало её хилом и дало возможность начать отношения с Дольфом. В главном событии, ЭйДжей объединилась с Зигглером в команду против Сины и Герреро. Джон и Викки победили, но после матча вмешался Биг И Лэнгстон и напал на Сину по приказу Эй Джей. 25 марта на Raw, ЭйДжей подслушала нынешнюю Чемпионку Див Кейтлин во время её разговора с Кейном и Дэниелом Брайаном, и после того как Кейтлин назвала Эй Джей чокнутой, Ли напала на неё и ударила головой об раковину. Той же ночью, Эй Джей победила Кейтлин через отсчет. Кейтлин попыталась провести ЭйДжей победный «гарпун» но промахнулась, и влетела головой в заграждение. 7 апреля на 29-й Рестлмании, Дольф и Биг И проиграли в матче за Командное Чемпионство WWE.

#### Чемпионка див WWE (2013—2015)
22 апреля на Raw, ЭйДжей победила в Королевской Битве Див, став претенденткой № 1 на Чемпионство Див. 16 июня на PPV WWE Payback одержала победу над Кэйтлин и стала новой чемпионкой среди Див. Следующей ночью, Ли отпраздновала свою победу на Raw, но была прервана Стэфани Макмэн и после чего её атаковала Кейтлин. На PPV Money in the Bank, ЭйДжей успешно защитила титул див против Кейтлин. Той же ночью, Ли стоила Зигглеру титула чемпиона мира в тяжелом весе. Когда Ли почувствовала что её парень в опасности, она преждевременно забралась на ринг и ударила Дель Рио своим поясом прямо на глазах у рефери, что привело к дисквалификации. Следующей ночью на Raw, Зигглер разорвал отношения с Эй Джей. Желая отомстить, во время матча Дель Рио и Зигглера, Ли подошла к столу таймкипера и прозвенела в гонг для того чтобы отвлечь Дольфа. Оскорбив его, Эй Джей напала на Зигглера, после чего пришёл Биг И Лэнгстон и провел Дольфу Big Ending. На SmackDown от 9 августа Эй Джей и Биг И Лэнгстон принимали участие в Миз-ТВ, во время беседы их прервали Дольф Зигглер и Кейтлин, а затем Миз назначил матч на SummerSlam (так как он будет ведущим СаммерСлэма): Дольф Зигглер и Кейтлин против Эй Джей Ли и Биг И Лэнгстона. На SummerSlam (2013) Дольф Зигглер и Кейтлин победили Биг И Лэнгстона и Эй Джей.

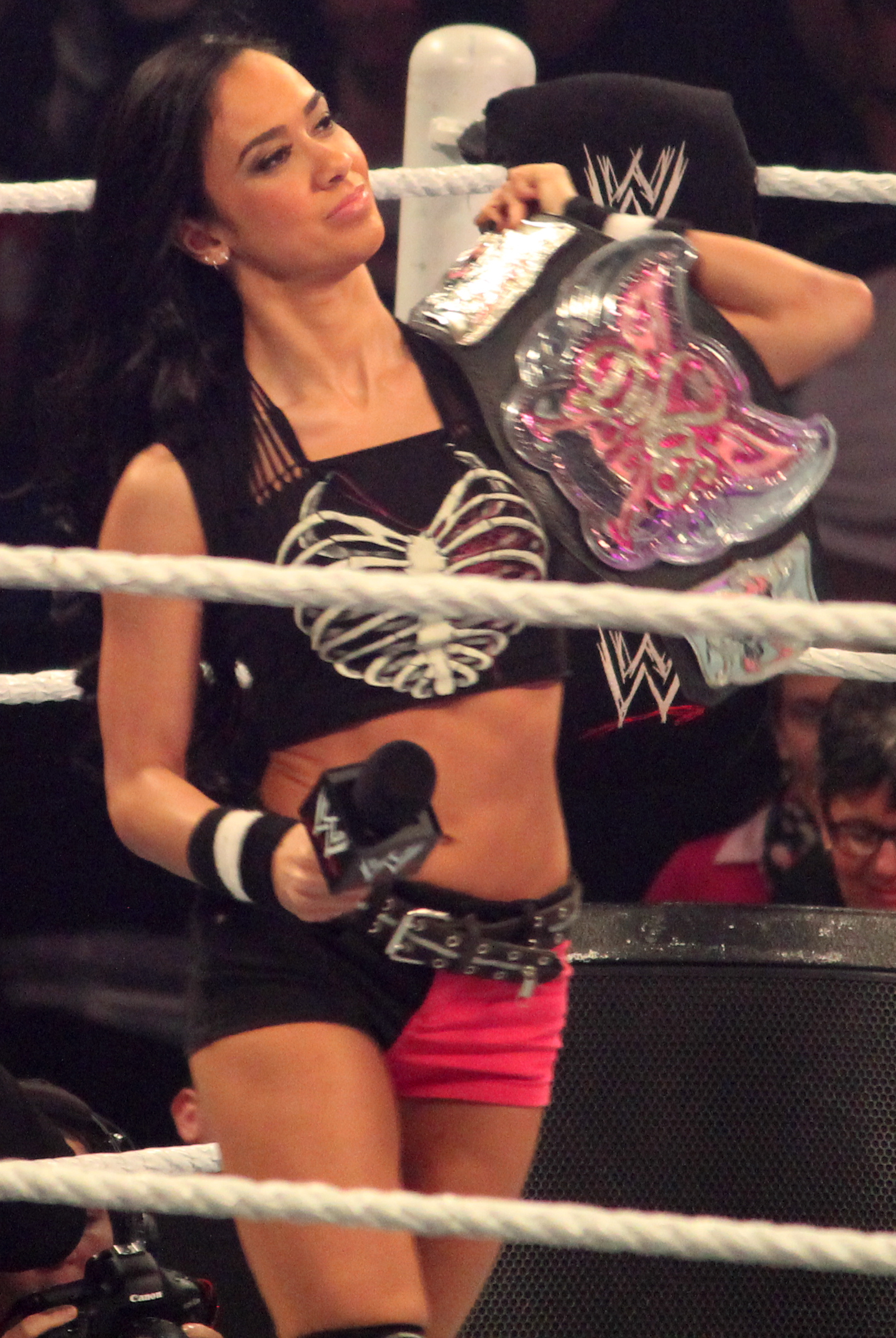
Эй Джей с титулом чемпионки див WWE.

26 августа на Raw, после того как Бри Белла победила Наталью, вышла Эй Джей и выступила с 'pipebomb', Эй Джей заявила что она единственная дива которая упорно трудилась, ради того чтобы быть там, где она сейчас. На PPV Night of Champions (2013) Эй Джей победила Бри Беллу, Наталью и Наоми. На RAW от 30 сентября был назначен женский матч на Battleground, в котором чемпионка Див — Эй Джей будет защищать свой титул от Бри Беллы, а в углу Бри будут стоять Никки Белла и Ева Мари. На PPV Battleground (2013) Эй Джей победила Бри Беллу. На RAW от 21 октября назначили матч-реванш на Hell in a Cell между Эй Джей и Бри Беллой за титул чемпионки Див. На Hell in a Cell (2013) Эй Джей победила Бри Беллу. 18 ноября на RAW прошёл женский матч типа «Поющие стулья» (англ. Divas Musical Chairs) между Натальей, Наоми, Саммер Рей, Кэмерон, Джо-Джо, Евой Мари, Алишой Фокс, Аксаной, Близняшками Белла (Бри и Никки Белла), Розой Мендес и Кейтлин. Первой вылетела Наталья, второй — Алиша Фокс. После этого началась массовая драка див, победителями из которой вышли Тотальные Дивы. После этого было анонсировано, что на Survivor Series состоится командный матч див 7х7 между Тотальными Дивами (участницами шоу Total Divas) (Наталья (капитан), Фанкодактельшы (Наоми и Кэмерон, Близняшки Белла (Никки Белла и Бри Белла), Ева Мари и Джо-Джо против Див WWE (Эй Джей (капитан), Тамины, Кейтлин, Розы Мендес, Алишы Фокс, Аксаны и Саммэр Рэй). На PPV Survivor Series (2013) Команда Тотальных Див победила простых Див. На следующем Raw вновь прошёл такой поединок в котором вновь победу одержали Тотальные Дивы. На PPV Tables, Ladders & Chairs (2013) Эй Джей, одержала победу над Натальей с помощью своего финишера-болевого. На Elimination Chamber (2014) Эй Джей победила Кэмерон. 24 марта на RAW генеральный менеджер арены SmackDown Вики Герреро назвала Эй Джей «сучкой» и объявила что на Рестлмании XXX состоится 14-сторонний женский матч за титул чемпионки див WWE и он будет иметь название «Приглашение Вики Герреро». На Рестлмании ХХХ Эй Джей победила остальных тринадцать див. На следующем Raw Эй Джей приняла вызов Пэйдж, на чемпионский поединок, и проиграла. Эй Джей имеет самый долгий рейн среди всех див, она продержала титул 295 дней.
На Raw от 30 июня неожиданно вернулась Эй Джей Ли. Она предложила Пэйдж реванш за титул Чемпионки Див. Пэйдж согласилась и проиграла титул. На PPV Battleground Эй Джей Ли победила Пэйдж в матче за титул Чемпионки Див. На Raw от 21 июля Пэйдж напала на Эй Джей и, тем самым, совершила хилл-тёрн, что привело к травме Эй Джей. 17 августа на SummerSlam Эй Джей проиграла титул чемпионки див Пэйдж. На Raw от 1 сентября Стефани Макмэн объявила Никки Беллу новой претенденткой на титул, но была прервана Эй Джей Ли, которая напомнила Стефани о её возможном матче-реванше. На SmackDown! от 5 сентября Стефани Макмэн объявила, что на PPV Night of Champions состоится матч «Тройная угроза» между Пейдж, Эй Джей и Никки Беллой за титул Чемпионки Див. На Night of Champions в трёхстороннем матче с участием Никки Беллы Эй Джей сумела завоевать чемпионский титул в третий раз в своей карьере, повторив достижение Ив Торрес. Вражда между Эй Джей закончилась после шоу Hell in a Cell, на котором Эй Джей сумела сохранить чемпионский титул. На PPV Survivor Series (2014) Никки Белла победила Эй Джей и стала новой Чемпионкой Див WWE при помощи Бри Беллы, которая поцеловала ЭйДжей в начале матча . В матче-реванше на TLC (2014) Никки вновь смогла победить Эй Джей и вновь при помощи Бри Беллы.
Эй Джей вернулась на RAW от 2 марта где помогла Пэйдж отбится от Близняшек Белл. 5 марта на SmackDown! Эй Джей Ли победила Бри Беллу после того, как Пэйдж не позволила Никки Белла вмешаться в ход поединка. На Рестлмании 31 Эй Джей и Пэйдж победили Близняшек Белл.
3 апреля 2015 года WWE объявило, что Эй Джей покинула компанию.

## Личная жизнь
С 13 июня 2014 года ЭйДжей замужем за рестлером Си Эм Панком, с которым она встречалась 9 месяцев до их свадьбы.
Мендес огромная фанатка Чака Норриса, её любимое шоу «Крутой Уокер: правосудие по-техасски». Она активно поддерживает общество защиты животных, и даже взяла оттуда несколько собак. У Эйприл есть шкаф, в котором она хранит свою коллекцию кед Chuck Taylor All-Stars. Её любимые цвета: все цвета радуги. Её близкая подруга — бывшая WWE дива Кейтлин.
Мендес была очарована комиксами в четвёртом классе, они наполняют её творчеством и помогают в жизни. Её любимая серия комиксов Люди Икс, за ней следуют Человек-Паук и Фантастическая четвёрка. Она предпочитает характеристику «девушки задиры» (в частности, Джин Грей, которую она особенно любит). Также её любимый персонаж — психопатка Харли Квинн. С детства была фанаткой профессионального реслинга. Её любимой дивой была Лита. Эйприл любит видеоигры, и была первой в истории женщиной победителем «THQ Superstar Challenge» от WWE на Wrestlemania XXVIII Axxess, победив Марка Генри, и превзошла тем самым 16 человек. У Эйприл есть татуировка на затылке, где выбита дата когда она выиграла свой первый титул див — «6-16-13».

## В рестлинге

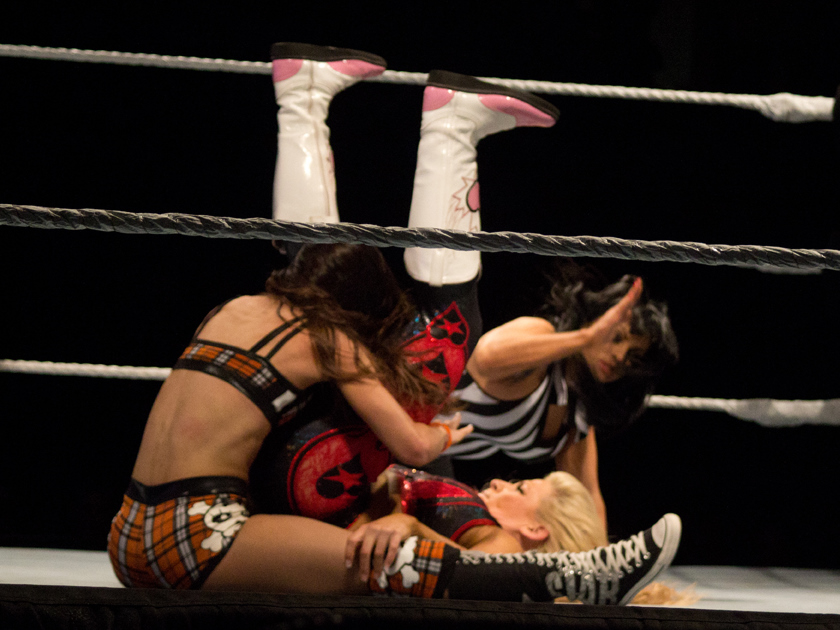
Эй Джей выполняет «сворачивание» против Натальи.

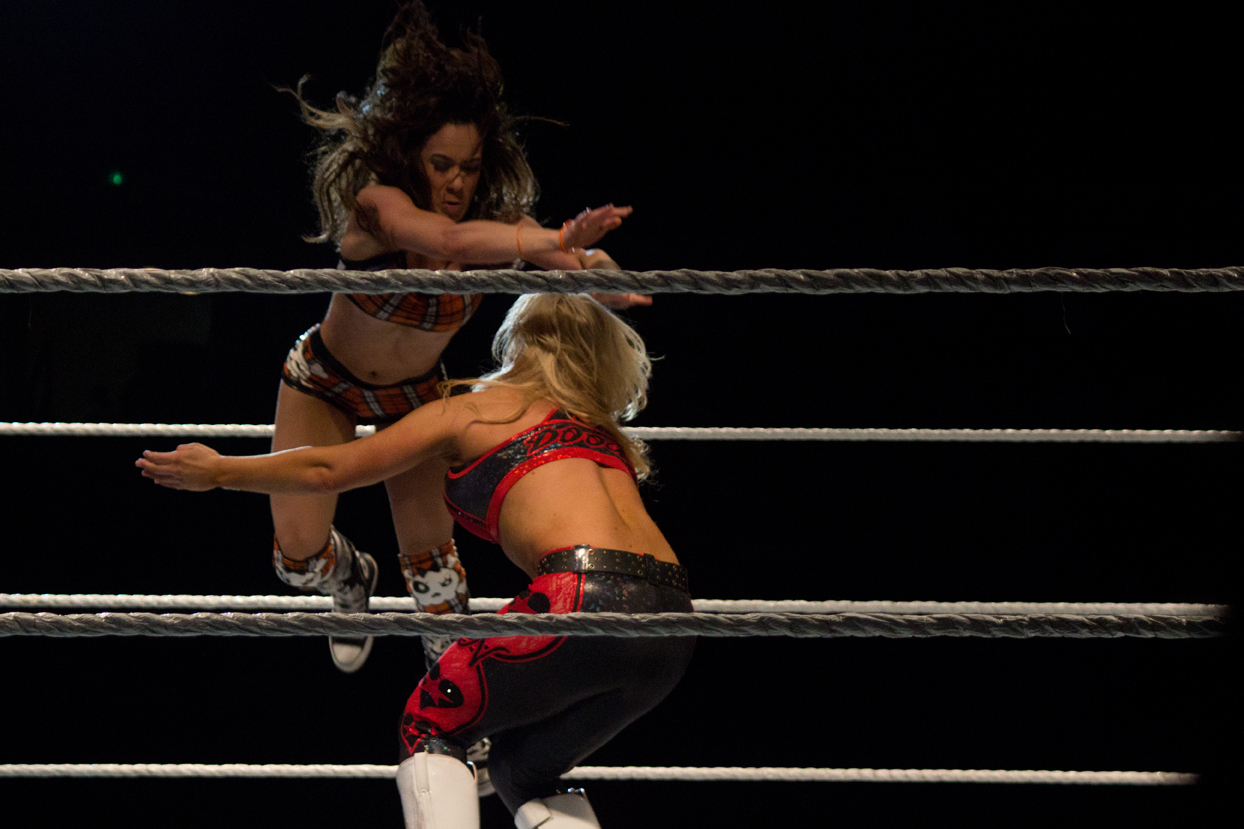
Эй Джей выполняет Cross Body на Наталье.

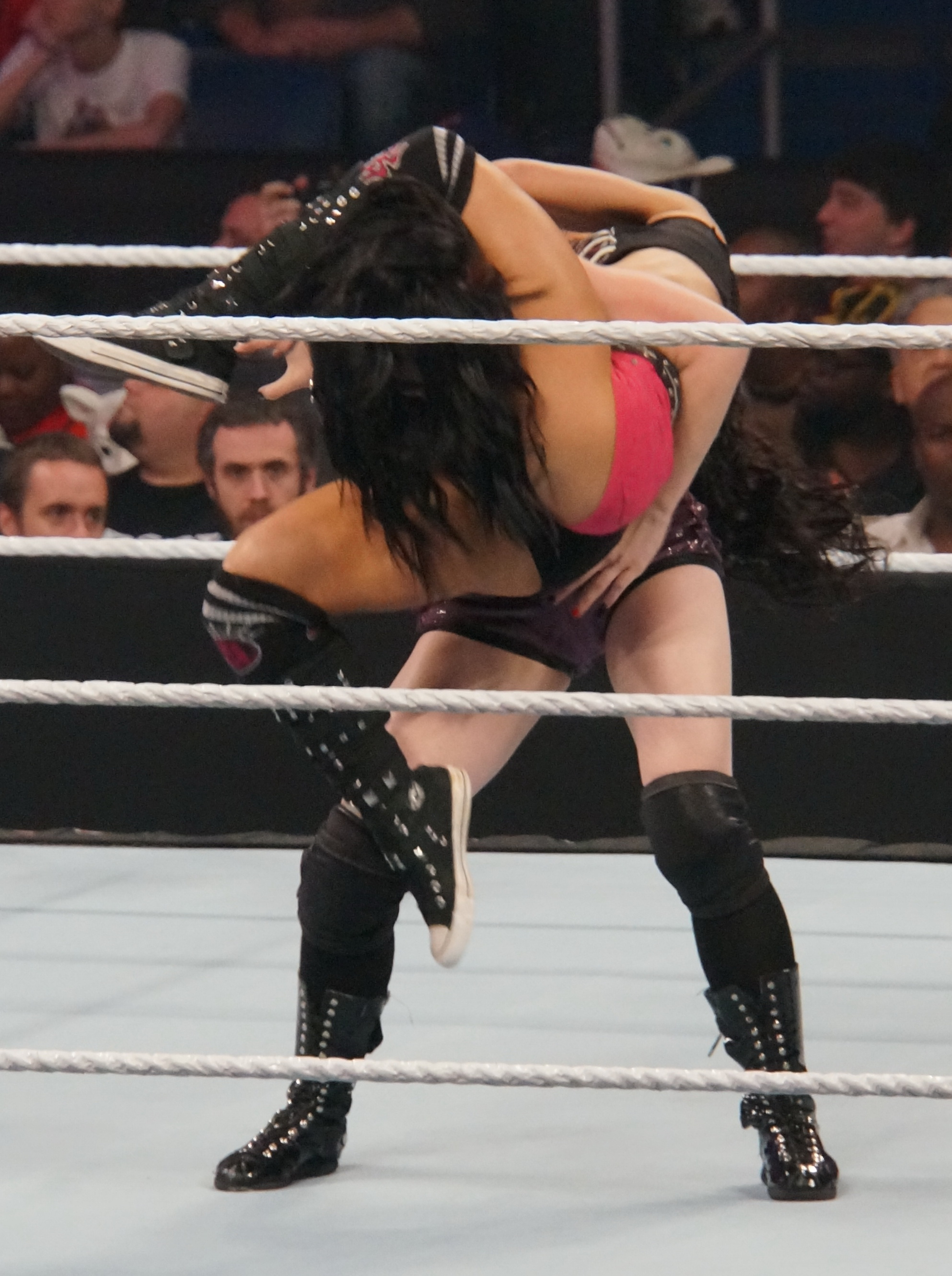
Эй Джей выполняет Black Widow на Пэйдж.

### Коронные приёмы
- Black Widow (Octopus Hold)[21] — 2009—2015;
- Shining Wizard[5] — 2010—2012; использует как любимый приём с 2013—2015
- Shiranui — 2008—2015[5]
- Wheelbarrow bulldog — 2010; после этого использует как любимый.

### Любимые приёмы
- Diving crossbody;
- Дропкик, иногда проводит приём на сидящем противнике
- Drop toe-hold;
- Bridging backhammer;
- Headscissors;
- Hurricanrana, иногда проводит приём на приближающемся противнике
- Missile dropkick;
- Monkey flip, иногда проводит приём из угла
- Multiple arm drags;
- Multiple neckbreakers;
- Roll-up, иногда проводит приём из угла
- Sleeper hold, иногда с bodyscissors — заимствованный у Дольфа Зигглера
- Spinning heel kick

### С Кейтлин
- Aided splash;
- Corner clothesline (Эй Джей) / Backbreaker (Кейтлин)

### Менеджеры
- Примо
- Наталья
- Кейтлин
- Дэниэл Брайан[22]
- Биг И Лэнгстон

### Была менеджером следующих рестлеров
- Кейтлин[23]
- Дэниэл Брайан
- Дольф Зигглер[24]
- Биг И Лэнгстон

### Прозвища
- Чёрная вдова (англ. The Black Widow)
- Чокнутая цыпочка (англ. Crazy Chick)
- Богиня ботаников (англ. Geek Goddess)[25]

## Титулы и достижения
- Florida Championship Wrestling
  - Чемпион среди див (1 раз)[26]
  - Королева FCW (1 раз)[27]
- Pro Wrestling Illustrated
  - PWI Женщина года (2012—2014)[28][29]

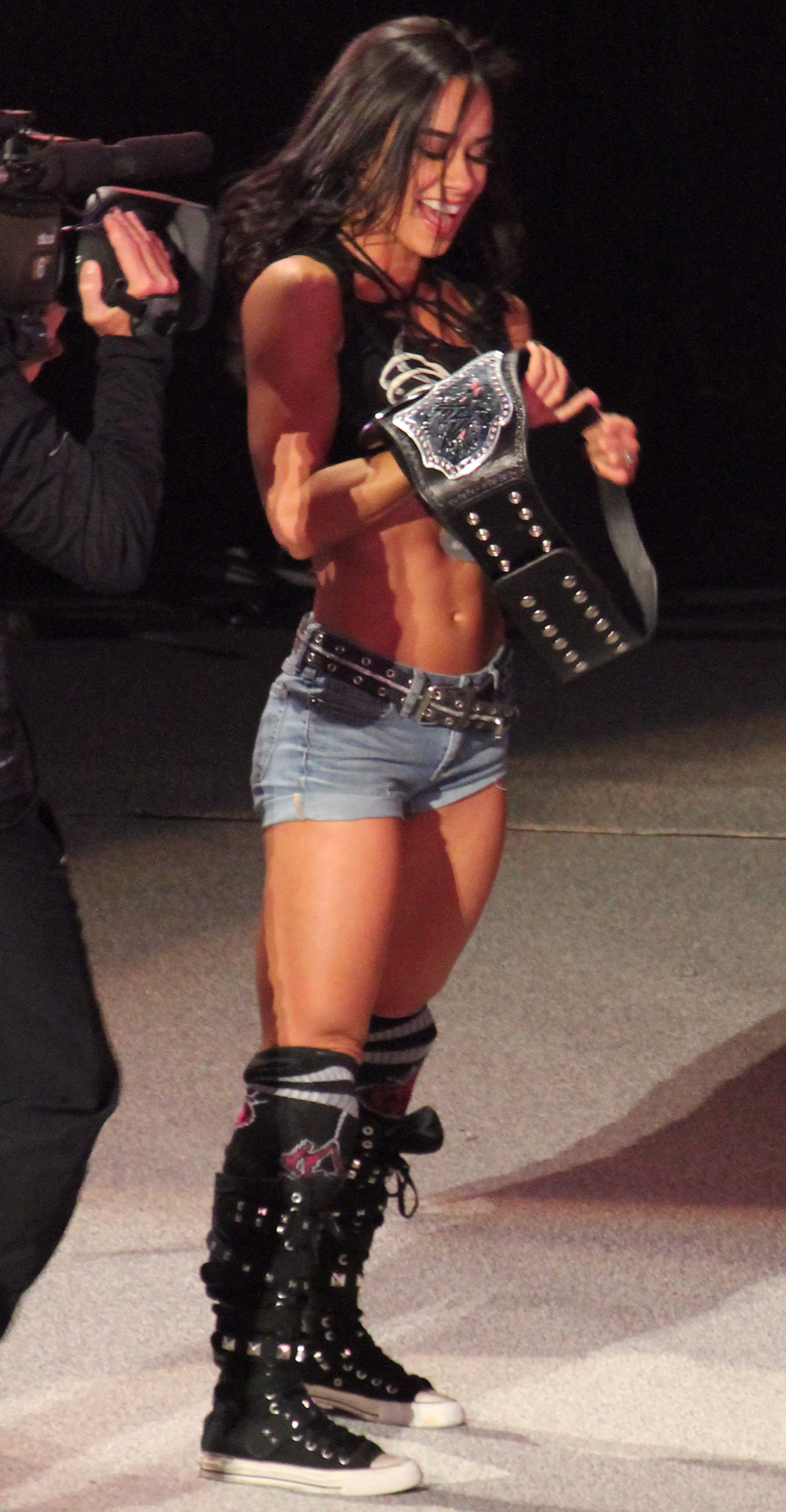
Эй Джей с титулом чемпионки див WWE.

  - № 2 в списке 50 лучших девушек рестлеров 2014 года[30]
- Women Superstars Uncensored
  - Чемпионка WSU в командных боях (1 раз) — совместно с Брук Картер[9]
  - Король и Королева WSU/NWS — совместно с Джеем Литалом[9]
- Wrestling Observer Newsletter
  - Худший матч года (2013) Total Divas (Наталья, Наоми, Кэмерон, Никки Белла, Бри Белла, Ева Мари и Джо-Джо) против Настоящих див (Эй Джей, Тамины, Кейтлин, Розы Мендес, Алиши Фокс, Аксаны и Саммэр Рэй) 24 ноября[31]
- World Wrestling Entertainment
  - Чемпионка див WWE (3 раза)
  - Slammy Award 2012 — Дива года
  - Slammy Award 2012 — Поцелуй года (вместе с Джоном Синой)
  - Slammy Award 2014 — Дива года